# 威斯康辛州第3志愿骑兵团
威斯康辛州第3志愿骑兵团是在美国南北战争时期隶属于北军的一支骑兵团。

## 服役
威斯康辛州第3骑兵团被Janesville, Wisconsin在1861年11月30日到1862年1月31日所组织，在1862年1月28日在美国上校William Augustus Barstow的指挥下集结。
这支军团到1862年1月隶属于所罗门第一旅、赫伦第一师、边防军、密苏里部；到1863年6月隶属于骑兵司令部、赫伦师、陆军边境；到1863年12月隶属于边防军、密苏里州部；到1864年1月隶属于第3旅、边防区；到1864年4月隶属于未分配、边境地区、第七军团、阿肯色州；到1864年9月隶属于未分配、小石城、阿肯色州、第七军团；到1865年2月隶属于第4旅、骑兵师、第七军团；到1865年4月隶属于骑兵旅、波斯特小石城、第七军团；到1865年6月隶属于未分配、第一师、第七军团；到1865年9月隶属于堪萨斯州南区。
所有除了2个中队外的威斯康辛州第3骑兵团于1865年9月29日效命于萊文沃思堡。L中队于1865年10月23日集结，且L中队同样于1865年10月27日在莱文沃思堡集结。

## 伤亡
在效命过程中，团队总共损失了217人，其中3名军官和61名士兵死于战斗，6名军官和147名士兵死于疾病。

## 指挥官
- 陆军上校 William Augustus Barstow（英语：William Augustus Barstow）
- 陆军上校 Elias A. Calkins
- 陸軍上尉（英语：Captain (United States)） Edward R. Stevens - 于哈尼斯普林斯战役中命令离队
- 陸軍上尉 Robert Carpenter - 于西港战役中命令离队
- 陆军中尉 James B. Pond（英语：James Pond (Medal of Honor)） - 于矿河战役中命令离队

## 著名的成员
- 列兵 George F. Pond（英语：George F. Pond）, C中队 - 于Drywood, Kansas的行动获得荣誉勋章
- 陆军中尉 James B. Pond，C中队 - 于矿河战役获得荣誉勋章